# Diapria foersteri
Diapria foersteri is een vliesvleugelig insect uit de familie van de Diapriidae. De wetenschappelijke naam van de soort is voor het eerst geldig gepubliceerd in 1898 door Dalla Torre.